# Taybor Pepper
Taybor Pepper (geboren am 28. Mai 1994 in Urbana, Illinois) ist ein US-amerikanischer American-Football-Spieler auf der Position des Long Snappers. Er spielte zuletzt für die San Francisco 49ers in der National Football League. Zuvor spielte er College Football für Michigan State und war für die Green Bay Packers und Miami Dolphins in der NFL aktiv.

## College
Pepper spielte von 2012 bis 2016 für die Michigan State Spartans der Michigan State University. Dabei war er der etatmäßig erste Long Snapper in allen 54 Spielen. Mit seinen 54 Spielen hat er die meisten Spiele in der Teamgeschichte gemeinsam mit Mike Sadler, Marcus Rush, Shilique Calhoun, Darien Harris und Taiwan Jones bestritten.

## NFL

### Green Bay Packers
Beim NFL Draft 2016 wurde Pepper nicht ausgewählt, erst am 27. Januar 2017 unterschrieb er einen Vertrag bei den Green Bay Packers. Am 8. Mai wurde er von den Packers entlassen.

### Baltimore Ravens
Am 28. August 2017 wurde er von den Ravens unter Vertrag genommen, aber im Rahmen der finalen Kaderverkleinerung vier Tage später entlassen.

### Green Bay Packers
Am 25. September wurde Pepper nach einer Verletzung von Brett Goode erneut von den Packers für ein Jahr unter Vertrag genommen. Am 3. November wurde er auf die Injured Reserve List gesetzt, nachdem er sich im Training den Fuß brach.

### New York Giants
Am 2. Januar 2019 unterschrieb er einen Einjahresvertrag mit den New York Giants. Im Rahmen der finalen Kaderverkleinerung wurde er am 31. August entlassen.

### Miami Dolphins
Danach nahmen ihn die Miami Dolphins am 2. September unter Vertrag. Dort war er der Long Snapper für die komplette Saison und spielte in jedem Spiel. Am 26. April 2020 wurde er entlassen.

### San Francisco 49ers
Nachdem Kyle Nelson schwache Leistungen gezeigt hatte, unterschrieb Pepper am 30. September einen Einjahresvertrag bei den San Francisco 49ers. Am 4. Februar 2021 unterschrieb er eine Vertragsverlängerung über zwei Jahre. Mit den 49ers erreichte er 2021 das NFC Championship Game, wo sie mit 17:20 gegen die Los Angeles Rams verloren. Am 25. Februar 2023 unterzeichnete Pepper eine dreijährige Vertragsverlängerung bei den San Francisco 49ers. Im März 2025 wurde Pepper von den 49ers entlassen und durch Jon Weeks ersetzt.